# Soběstačnost

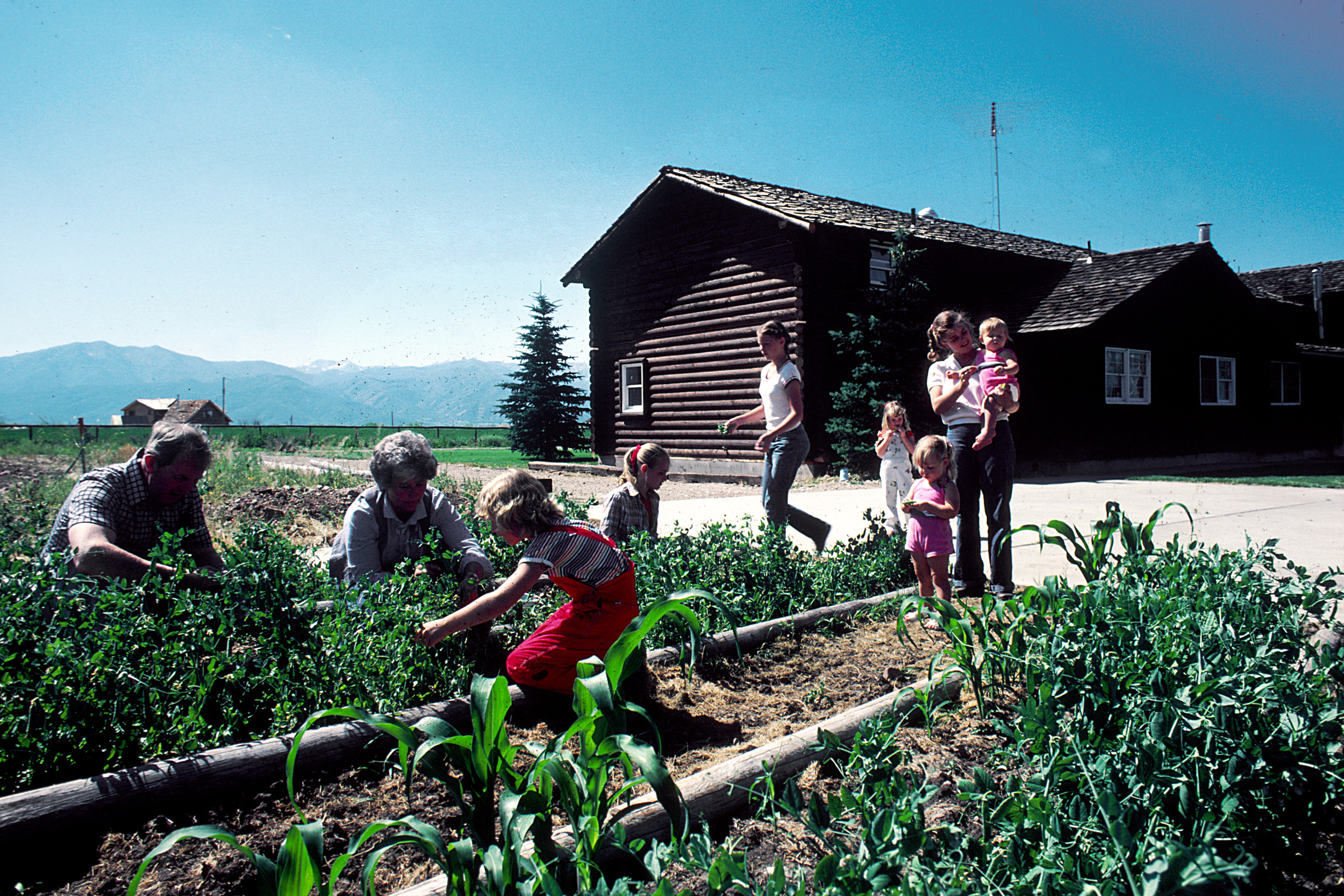
K soběstačnosti může přispět i např. pěstování vlastního jídla

Soběstačnost je stav, ve kterém osoba nebo organizace nepotřebuje žádnou nebo téměř zádnou pomoc od ostatních nebo interakci s ostatními. Soběstačnost může být chápána jako stav, v němž jednotlivec nebo organizace minimalizují nebo zcela eliminují potřebu externí pomoci či interakce s okolím. Klíčovým rysem soběstačnosti je schopnost naplnit své vlastní potřeby bez výrazné závislosti na externích zdrojích. Tato autonomie může být jak osobní, týkající se jednotlivce, tak i kolektivní, pokud se týká skupiny nebo organizace. Tyto stavy představují typy osobní nebo kolektivní autonomie. Soběstačná ekonomika je taková, která nevyžaduje obchod s vnějším světem a nazývá se autarkie .
Soběstačnost může být považována za cíl v různých kontextech, ať už jde o individuální aspirace na osobní úrovni nebo strategický přístup k ekonomice na úrovni kolektivní. V každém případě reflektuje schopnost nezávislosti a samostatného fungování, což může mít vliv na různé aspekty života a společnosti.